# Rüdiger Kauf
Rüdiger Kauf (Esslingen, 1 de março de 1975) é um ex-futebolista alemão que atuava como meia defensivo.
Atuou maior parte na carreira no Arminia Bielefeld onde chegou em 2001 e aposentou-se em 2011.